# الکساندر شاروفسکی
الکساندر یاکوولویچ شاروفسکی (۱۰ فوریه ۱۹۴۸، باکو) - کارگردان و بازیگر تئاتر اهل کشور جمهوری آذربایجان است.